# 赤かび病
赤かび病（あかかびびょう、英: Fusarium head blight, Fusarium ear blight, scab）は、フザリウム属菌などの糸状菌（かび）による植物病害のひとつ。

## 麦類赤かび病

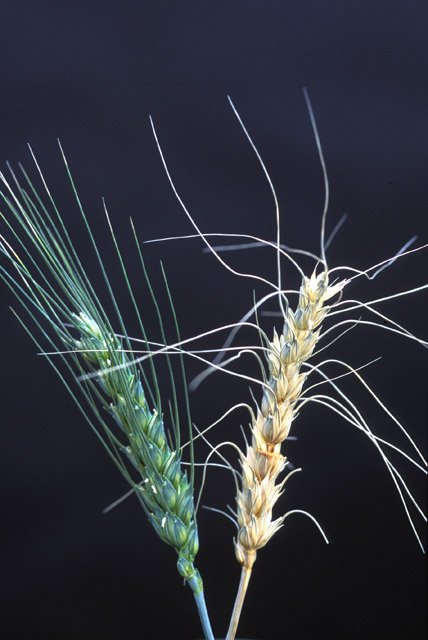
F. graminearumによるコムギ赤かび病（右） (接種による激しい病徴)

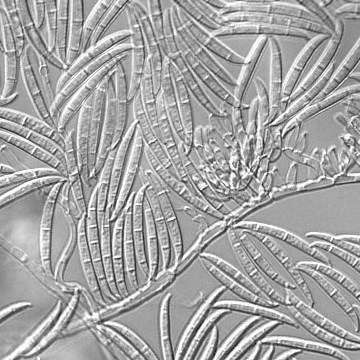
コムギ赤かび病菌のひとつF. graminearum

小麦、大麦など麦類の最重要病害のひとつであり、穂に病原菌が感染することで、粒が肥大しなくなったり、穂全体が枯れたりする病害である。赤かび病という名称は、病原菌が赤色系フザリウム属菌（一部は転属）から名づけられた。一部の赤かび病菌が産生するマイコトキシン（かび毒）が、食品の安全性の観点から問題とされている。

## 病原菌および伝染環

### Fusarium graminearum
Fusarium graminearum (完全時代:Gibberella zeae)。本菌を種複合体とし、十数種に分けることを主張する研究者もいる。その場合、F. graminearumは狭義の種を指す。
植物残渣上の菌糸や子のう核、罹病種子で越冬した菌が、分生子や子のう胞子を形成、これが飛散し葉や穂に感染する。穂の上でも分生子塊（スポロドキア）を形成する。

### Microdochium nivale
麦類紅色雪腐病菌と同一で低温を生育適温とする種。
植物残渣上でもしくは紅色雪腐病菌としてイネ科植物上で越冬した菌が分生子や子のう胞子を形成、これが飛散し葉や穂に感染する。

### その他の病原菌
- Fusarium culmorum
- Fusarium avenaceum
- Fusarium poae

ほか

## かび毒問題

### デオキシニバレノールの基準値
デオキシニバレノールをはじめ、トリコテセン系のマイコトキシンは、人畜が摂取すると吐き気、嘔吐、腹痛といった中毒症状を引き起こす。日本においては平成14年5月、厚生労働省が小麦粒中に含まれるデオキシニバレノール（DON）の濃度を1.1 ppm以下とする暫定基準値を設けた。その後2021年に食品衛生法基づく成分規格として小麦（玄麦）では1.0ppmを超えたものは流通してはならないと定めた。

### ニバレノール問題
日本ではニバレノール産生菌の比率が高いこと、ニバレノールはデオキシニバレノールに比べて急性毒性が10倍という報告もあることなどから、ニバレノールに対する基準値が求められており、現在審議中である。

## 脚註・出典
1. ↑  David E. Starkey and Todd J. Ward and Takayuki Aoki and Liane R. Gale and H. Corby Kistler and David M. Geiser and Haruhisa Suga and Beáta Tóth and János Varga and Kerry O’Donnell (2007). “Global molecular surveillance reveals novel Fusarium head blight species and trichothecene toxin diversity”. Fungal genetics and biology (Elsevier) 44 (11):  1191-1204. doi:10.1016/j.fgb.2007.03.001.
2. ↑  “薬事・食品衛生審議会食品衛生分科会 食品規格・毒性合同部会の検討結果概要等について”.   厚生労働省 (2002年5月14日). 2023年2月6日閲覧。
3. ↑  “いろいろなかび毒”. 2025年8月16日閲覧。